# Børglums kloster

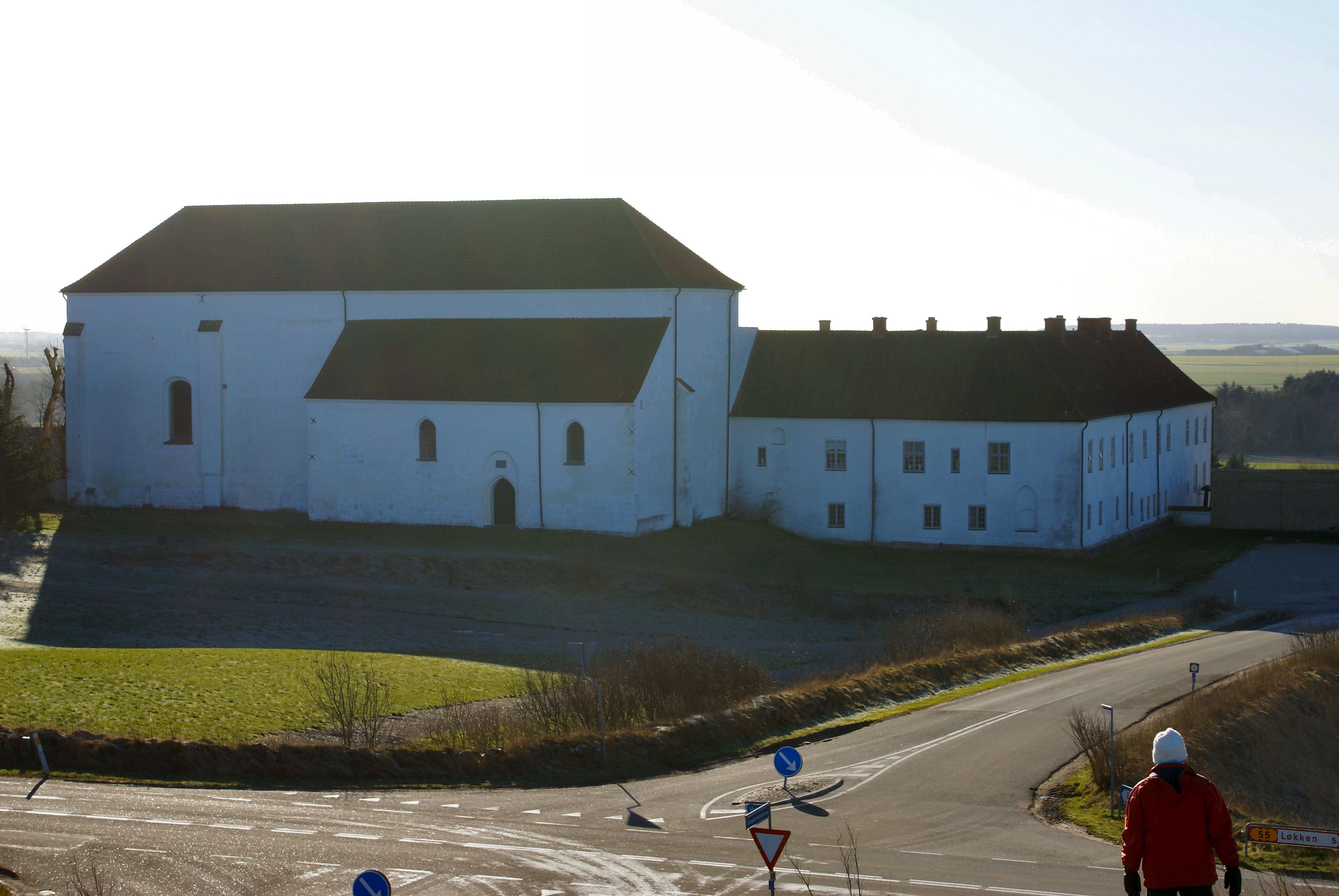
Klosterkyrkan

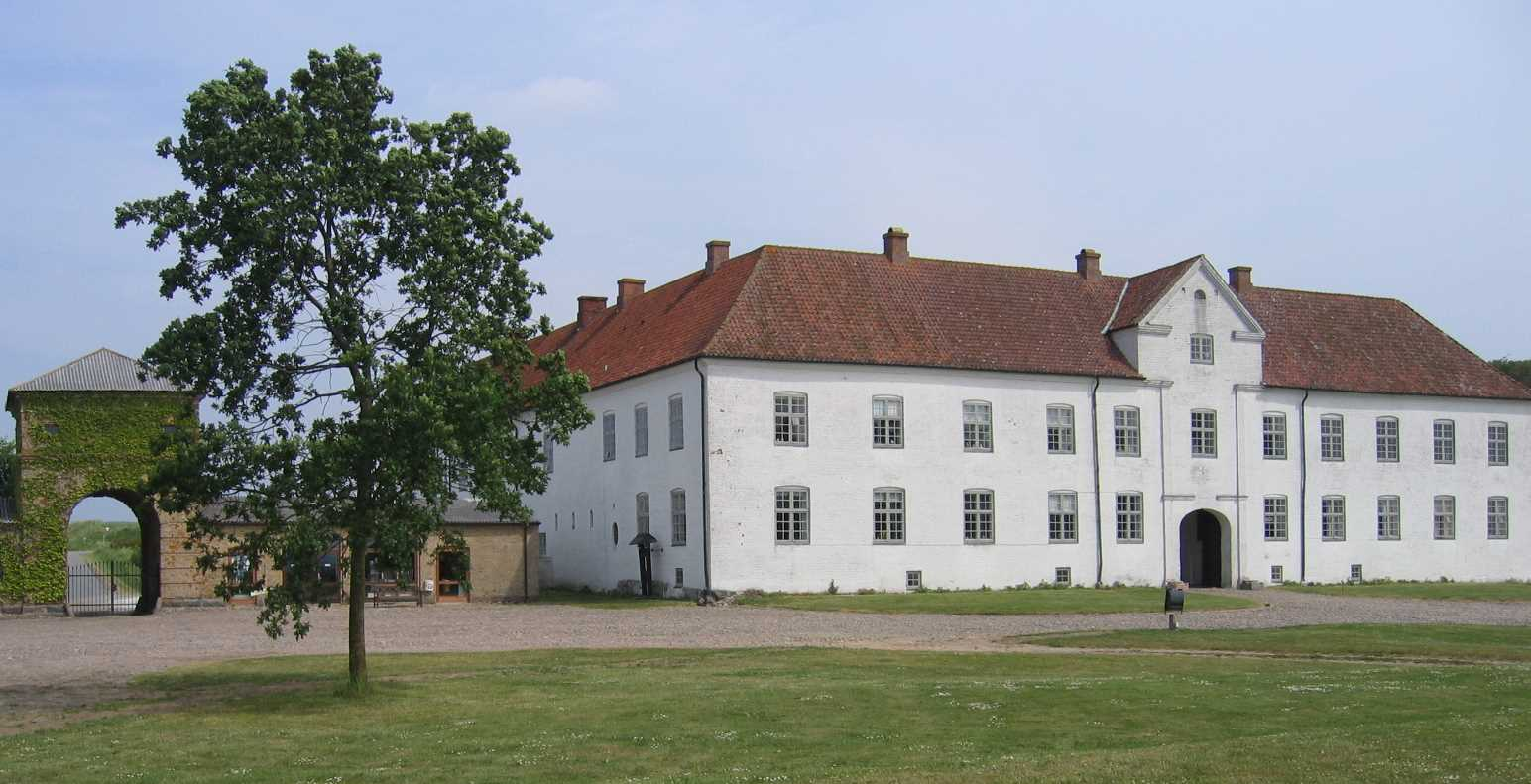
En av klosterbyggnaderna vid klosterkyrkan

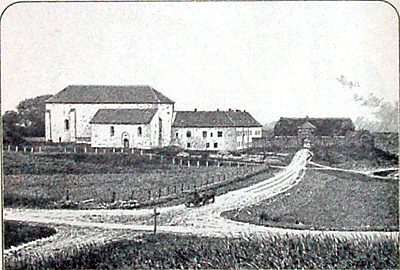
Børglums kloster, 1899. Den stora byggnaden till vänster är klosterkyrkan.

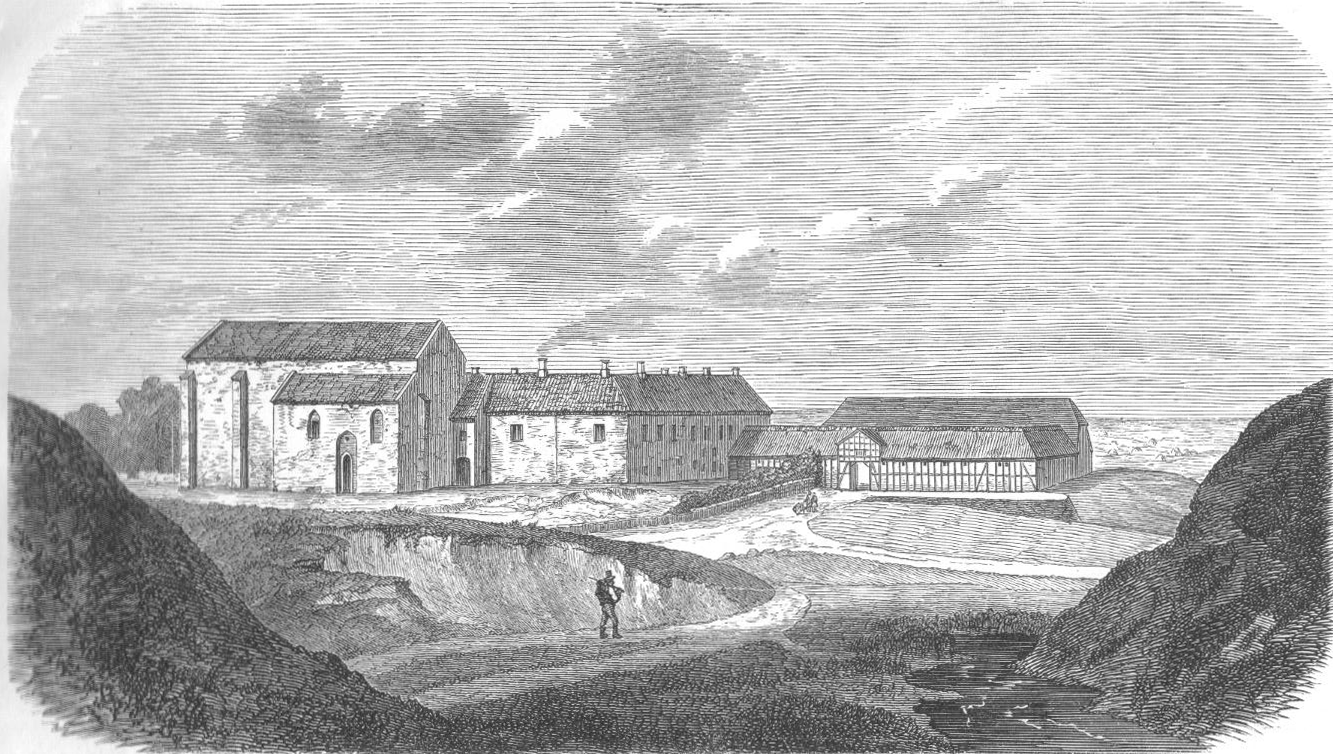
Børglums kloster omkring 1897

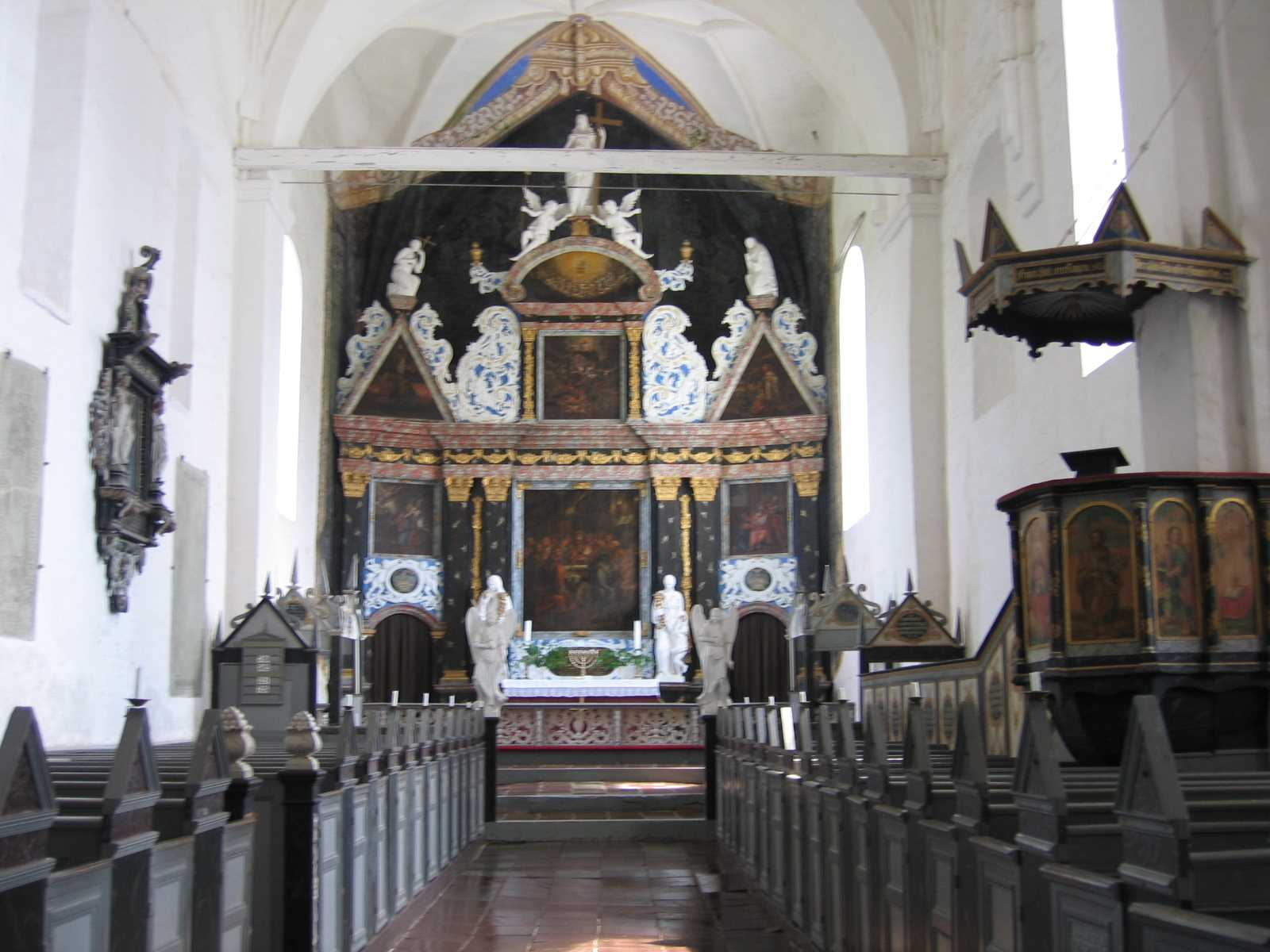
Klosterkyrkans interiör med predikstol och altare, vapenbild med mera

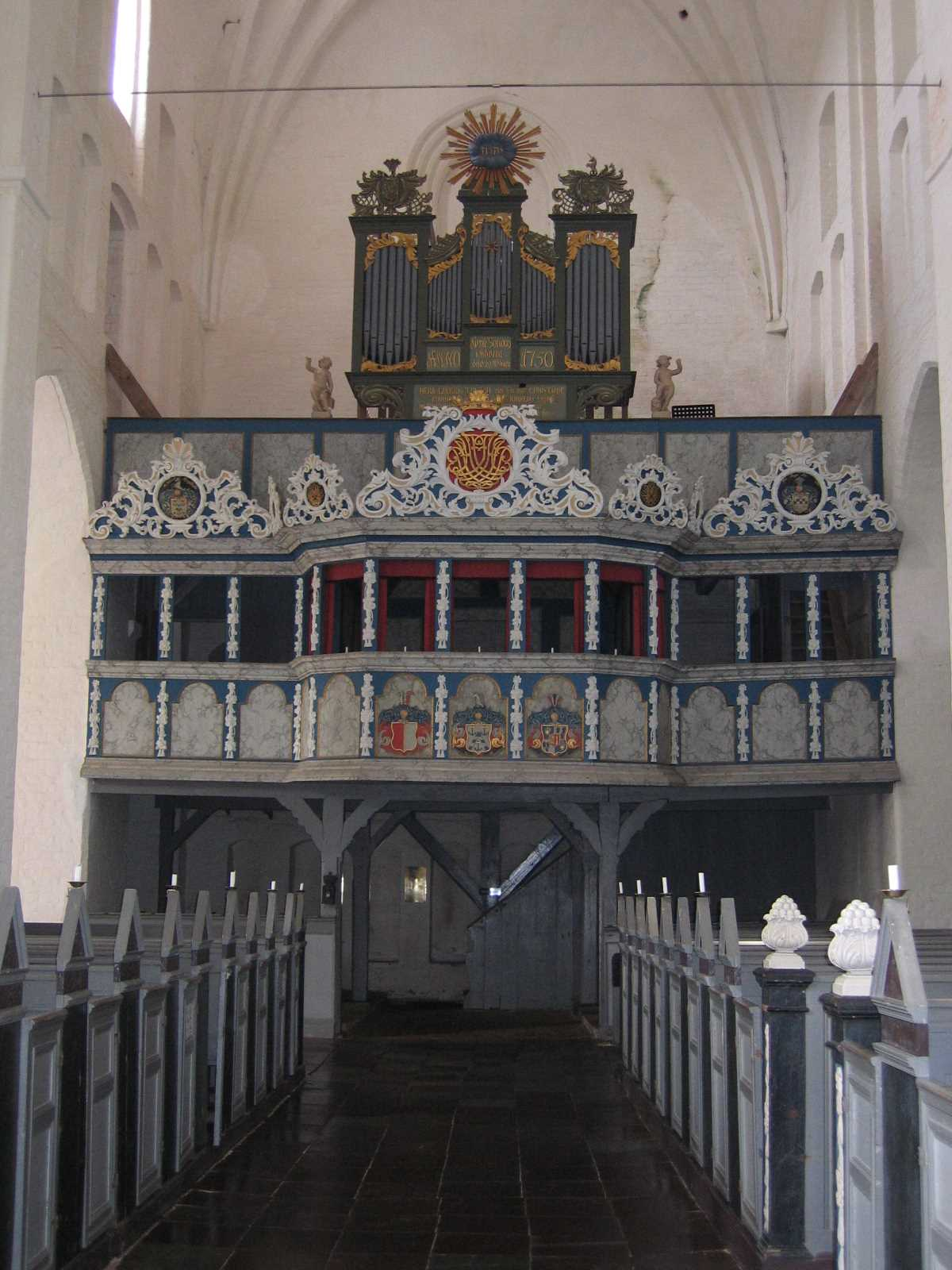
Klosterkyrkans kyrkorgel

Børglums kloster kallas några delvis bibehållna byggnader av ett danskt medeltida kloster och biskopssäte, som ligger vid Jyllands och Vendsyssels nordkust omkring fem kilometer öster om Løkken i Hjørrings kommun.
Bland byggnaderna ingår Børglums klosterkyrka och tillika domkyrka, som tillsammans med Børglums kyrka och Vittrups kyrka är en av de tre kyrkorna i Børglums socken.

## Historik och etymologi
Anläggningen härstammar från början av 1100-talet och var först en kungsgård, som senare under medeltiden blev säte för en biskop och ett kloster. Klostret tillhörde premonstratensorden (också kallade "vita bröderna" efter färgen på deras prästkappor) fram till reformationen 1536. Klostret kan dock ursprungligen ha inrättats av augustinerorden.
Idag inryms ett museum om platsens historia, med olika temautställningar, i klostret. Ett område på 65 hektar kring klostret blev naturreservat 1958. Børglums klosters totala godsegendom är på 445 hektar.

### Etymologi
Förleden i ortnamnet Børglum är en motsvarighet till ordet "borg" i det forndanska ordet burgh och borg betyder klippa eller borg besläktat med ordet berg. Efterleden är forndanskans *lan och är besläktat med urnordiskans lan, lon "husräcka", som också är besläktat med danska dialekters ord lane "öppen plats mellan hus", "bar plätt i åker". I detta ortnamn har dock ordet i efterleden antagligen betydelsen "väg"; jämför engelskans lane "smal väg".

### Högmedeltid
Børglum, som i en särskild tolkning hos kaniken Ælnoths martyrkrönika (Knud Konges martyrkrønike) från omkring 1120 ska ha fått namn efter en drottning Burlina, som bodde här, var ursprungligen en kungsgård. Här uppehöll sig bland annat kung Knut den helige 1086, då vendelborna gjorde uppror mot honom.
År 1139 nämns en biskop Self (Sylvester), som kan räknas som den förste biskopen av Børglum, eftersom hans föregångare biskop Keld (–1134) kallades biskop av Vestervig, en ort ett hundratal kilometer västerut från Børglum. Det som är känt om Børglums historia under denna period är på det hela taget osäker; möjligen gick egendomen Børglum från kronan till biskopsstolen under tiden 1134–1139 i samband med flytten av biskopssätet från Vestervig till Børglum. Lika osäkert är det om när ett egentligt kloster och domkapitel slutligen etablerade sig. Om prästerna vid stiftskyrkan från början har tillhört Augustinerorden som i Vestervigs kloster, innan premonstratenserna – kanske så tidigt som i biskop Troels' tid på 1180-talet – övertog deras kloster, vet man heller inte.
Senast omkring 121 hade premonstratenserklostret ett fungerande kapitel bestående av en domprost och ett konvent; moderstiftet (moderklostret) var Klostret Steinfeld i Kall i Eifel i Tyskland, och Børglum fick snabbt stort anseende. Biskopen av Vendsyssels stift valde nu Børglums kloster också som sitt residens och flyttade möjligen in i den tidigare kungsgården.
Konventet utgjorde själva domkapitlet, som installerade och valde biskopen, förrättade gudstjänsten i kyrkan samt utbildade prästelever. Formellt var biskopen kapitlets högste ledare, men det var prosten, som var föreståndare för munkarna, och till hjälp hade han priorn. Munkar av premonstratenserorden var prästvigda kaniker, och så även i Børglum; prostarna var förnäma prelater, och vissa av dessa satt i Danmarks riksråd. Bland övriga munkar har åtskilliga ofta varit adliga.

### Senmedeltida anekdoter om ändring av munkarnas klädsel
Premonstratenserordens munkar kallas vanligen de vita bröderna; detta beror på deras klädedräkt av vit ull. Men en del tyder på att dräktens vita färg kan ha varit opraktisk i dåtidens Vendsyssel. I varje fall ger påven Bonifatius IX den 30 maj 1403 prost och kapitel sin tillåtelse till att byta den vita ordensdräkten mot en med svart, brun eller en mörk färg. Orsaken är att Børglum "ligger i en egendom vid havet och därför ofta är full av dy och översvämningar" (Läs hela texten från Diplomatarium Danicum). Senare, 1422, tilläts de också, mot det bistra vädret som kunde förekomma, att bära almutium (ett kläde som täckte skuldrorna och inkluderade en hätta) och superpellicum (ytterligare underkläder).
Den 20 februari 1407 bekräftade prosten Jens Nielsen, att kapitlet genom Bo Mogensen (Lang), biskop av Århus, mottog en guldkrona besatt med ädelstenar från drottning Margareta (Läs hela texten från Diplomatarium Danicum ).

### Från reformationen till nutiden
Vid reformationen 1536 blev klostret indraget till kronan och dess egendomar och byggnader blev så småningom förlänade till adelsmän och präster och blev således ett säteri. Den siste katolske biskopen dessförinnan var Stygge Krumpen.
Därefter har egendomen i huvuddrag haft följande historia:
- Kristian IV förlänade och lade först egendomen under den nyupprättade riddarakademin i Sorø, men 1669 blev egendomen och klostret överlåtet åt kanslern Peder Reedtz.
- Arkitekten Laurids de Thurah gjorde under åren 1750–1754 åtskilliga ändringar på byggnaderna för sin svärfar Kiærskjold.
- Sedan 1835 och än idag har klostret varit i släkten Rottbølls ägo.

## Kyrkobyggnadens historia
Børglums klosterkyrka, invigd till Jungfru Maria, utgjorde norra delen av Børglums kloster och kan ses vida omkring. Den utgörs i öster av resterna av ett romanskt kor och ett tvärskepp, och i väster av ett basilikalt gotiskt skepp, men båda dessa delar är bara skelettet av den ursprungliga storslagna planen.

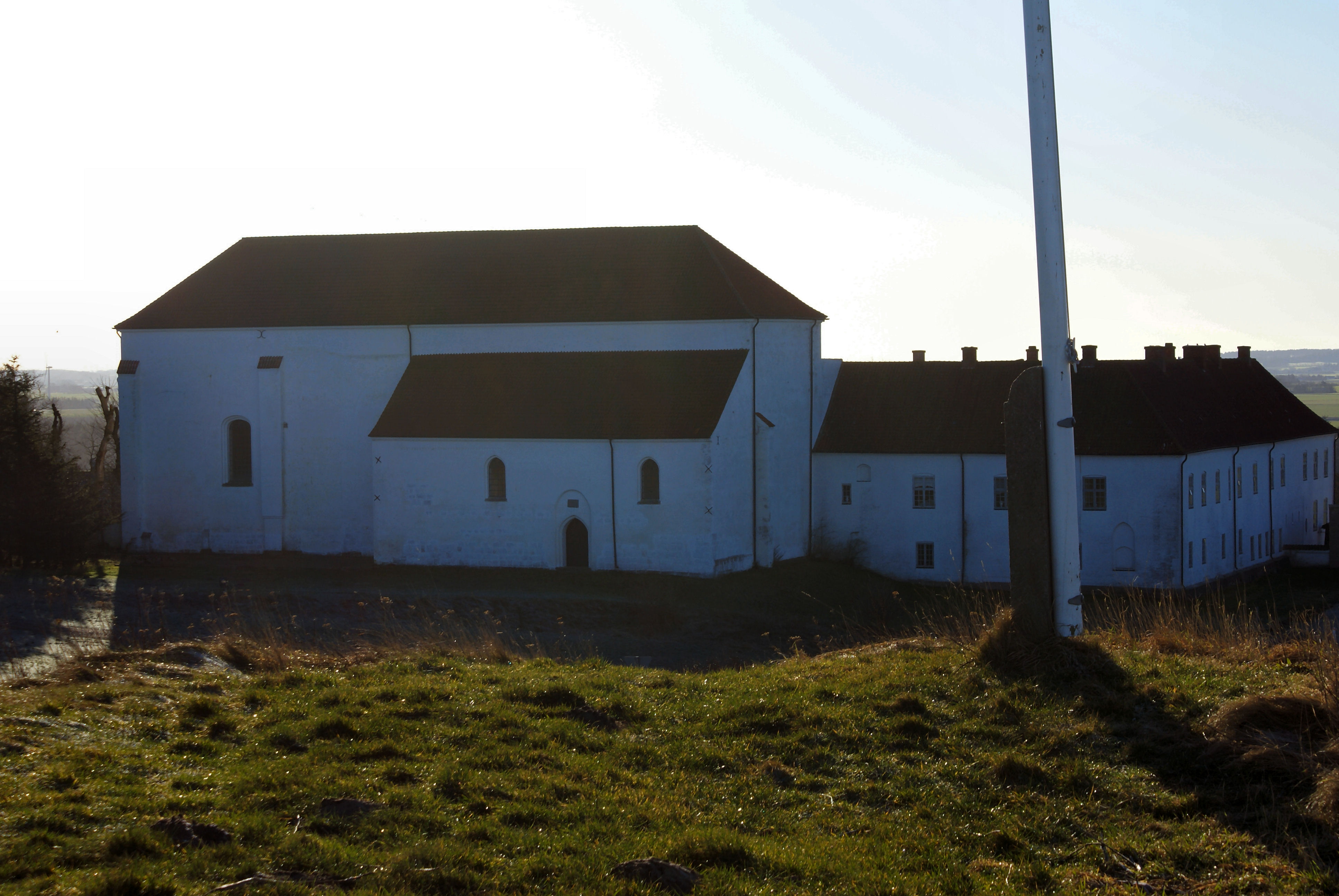
Klosterkyrkan sedd från en vall vid det gamla klostret
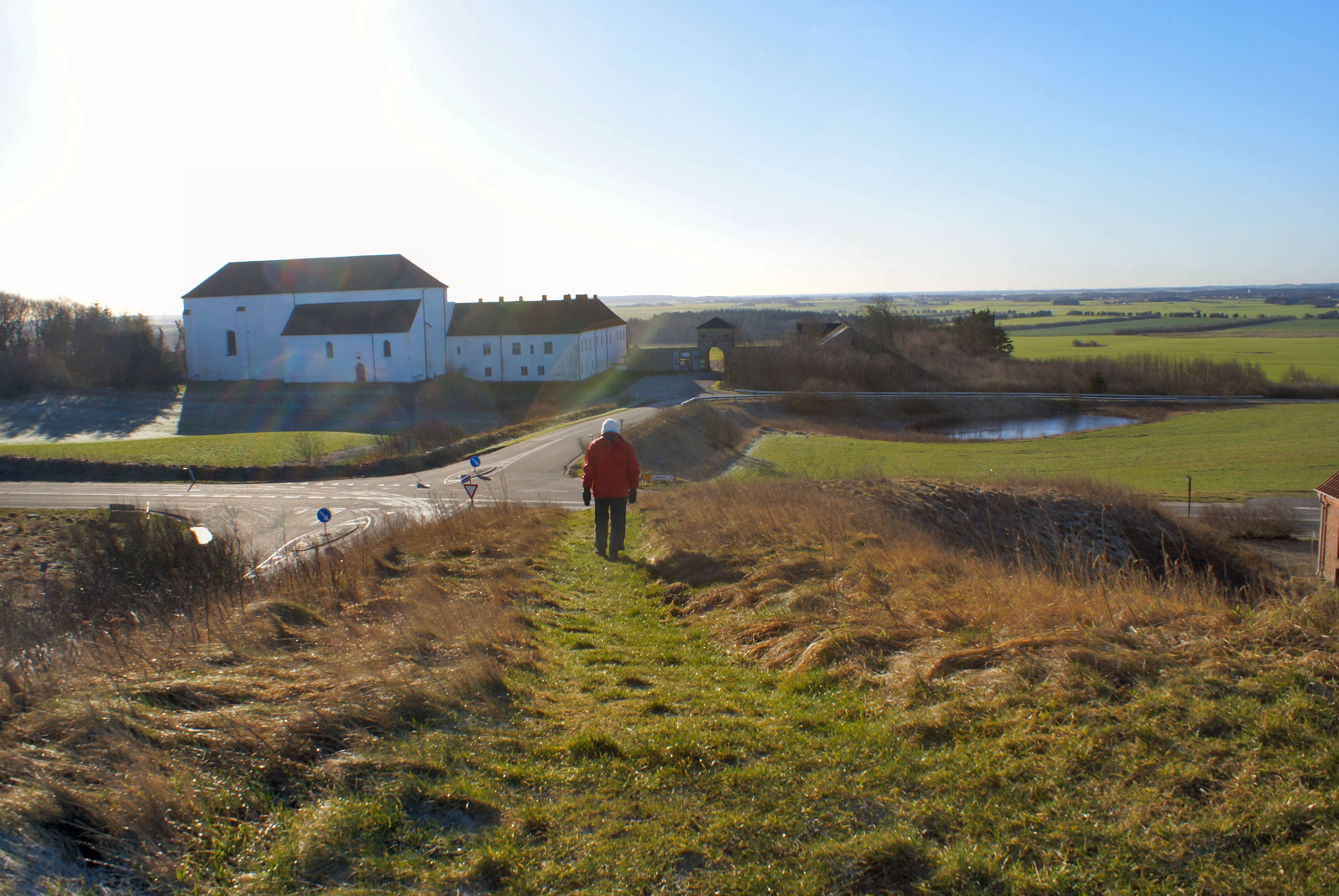
Klosterkyrkan sedd på håll från vallen
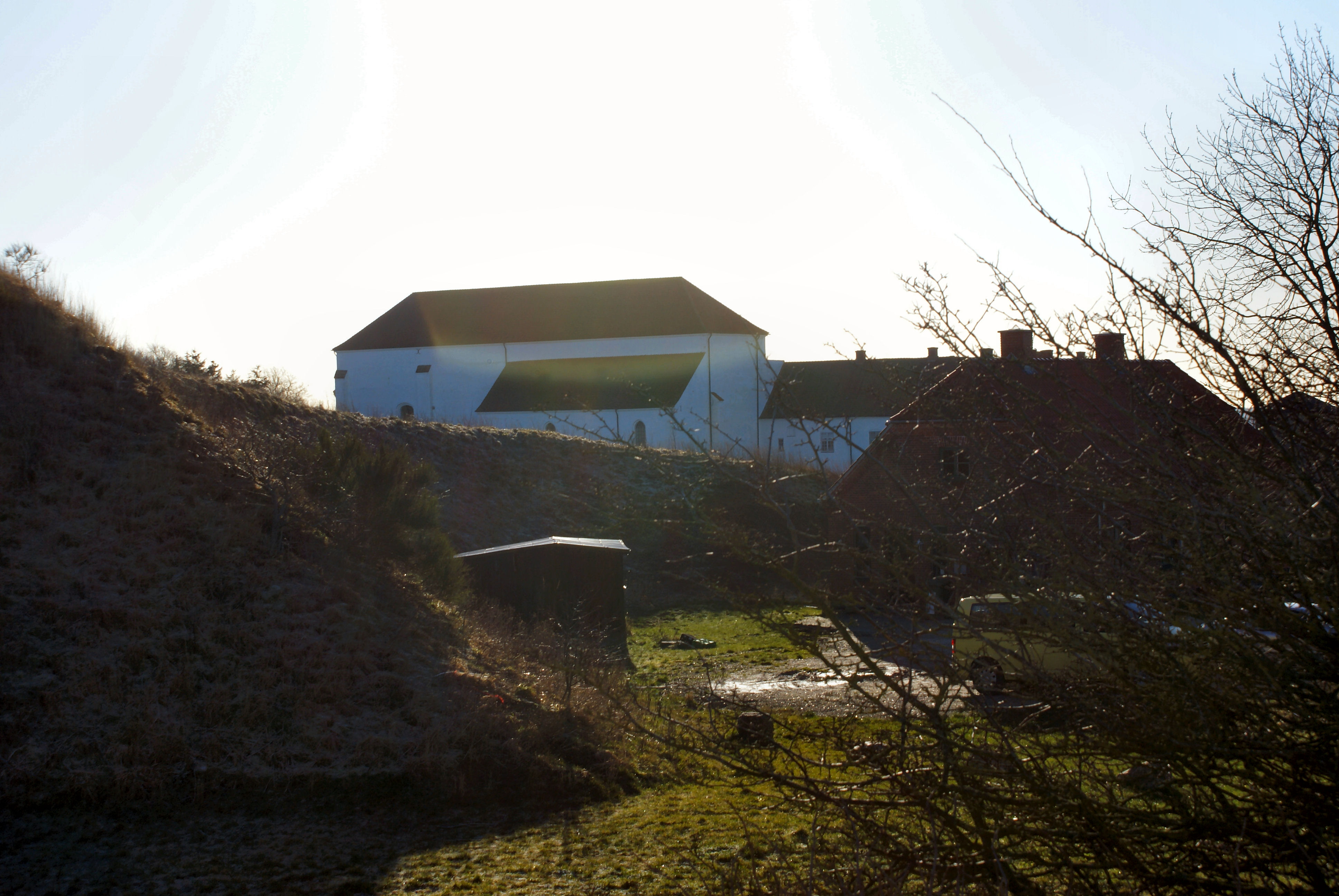
Klosterkyrkan sedd från en lägre punkt nedanför vallen

Den äldsta delen, den romanska kyrkan, varav bara korpartiet och korsarmarna färdigställdes, är i allt väsentligt uppförd av granitkvadersten, på profilrätt sockel. Det kvadratiska koret har haft en stor absid, som utvändigt hade bländarkader på pilastrar. I de likaledes kvadratiska korsarmarna har östväggarna på varje sida varit genombrutna av två bågöppningar in till små absidkapell med altarnischer, varav två kapell närmast koret har varit större. I södra korsarmens nordvästliga hörn har det varit en vindeltrappa. Denna mycket förnäma plan verkar ha varit en vidareutveckling av Viborgs domkyrkas byggnadsplan, liksom särskilt Vestervigs domkyrkas plan, och i huvudmåtten stämmer kyrkans plan överens med Viborgs domkyrkas planritning.
Trots de rent romanska stilformerna kan denna storslagna kyrka inte ha varit påbörjad före omkring 1220, eftersom man knappast kan tänka sig att kyrkan skulle vara klar, då en børglummunk 1215 sändes till påven för att få tillåtelse att flytta klostret. Det kan dock inte uteslutas att en del hittade kvaderstenar och ornamentsten från olika håll i omgivningarna kan härstamma från en äldre kyrka. På en liten pelarbas (nu i Danmarks nationalmuseum) har stenmästaren signerat sitt namn Tove, som motsvarar modern danskas namn Tue.
Under de oroliga förhållanden som rådde i mitten av 1200-talet stod arbetet med kyrkan stilla, och först vid århundradets slut blev större delen av mittskeppet och sidoskeppen klara. Från denna byggnadsperiod härstammar sidoskeppens yttermurar och de spetsbågiga arkaderna mellan huvudskepp och sidoskepp samt södra sidoskeppets östra och västra valv.
Vidare verkar man ha uppfört höga spetsbågiga arkader mellan korsarmarna och mittvalvet för att sedan kunna övertäcka detta med ett valv, som omkring 1500 ombyggdes då en brand eller en annan katastrof har nödvändiggjort en fullständig ombyggnad av högkyrkomurarna. Samtidigt fick hela kyrkan då nya valv, i huvudskeppet stora stjärnvalv. Kanske först nu uppfördes också västgaveln och därigenom kom man ifrån att skeppet aldrig skulle få den projekterade längd som motsvarade klostergårdens utsträckning.
Vid reformationen fick kyrkan förfalla alltmer, till dess Godslev Butde fick Fredrik II:s tillåtelse till att riva korsarmarna för att skaffa reparationsmaterial till den övriga kyrkan. Byggnadens sista större restaurering under Fredrik IV markeras av en sten över den norra portalen med Fredrik IV:s spegelmonogram och årtalet 1722. Sedan dess har kyrkan blivit pietetsfullt bibehållen av skiftande ägare, och de av Nationalmuseet år 1862 framgrävda fundamenten av korsarmar och korkapell har nu åskådliggjorts genom att gammal kvadersten har lagts ut, varav en del, som otvivelaktigt stammar från Børglum, har hämtats tillbaka från Godslev Butdes gård Rødslet vid Limfjorden. Denna gård revs av tyskarna under andra världskriget.

## Ägare av Børglums kloster
- (1086-1135) Danska kronan (danska staten)
- (1135-1185) Børglums biskopsstol (Børglums stift)
- (1185-1536) Premonstratensorden
- (1536-1669) Danska kronan (danska staten)
- (1669-1689) Peder Reedtz
- (1689-1699) Christian Reedtz
- (1699-1716) Drottning Charlotta Amalia av Hessen-Kassel
- (1716) Kung Fredrik IV
- (1716) Prinsessan Sofia Hedvig (danska: Sophie Hedevig)
- (1716-1719) C.G. von Møsting
- (1719-1738) Frederik Kjær (adlad Kjærskiold)
- (1738-1740) Inger Pop gift Kjærskiold
- (1740-1742) Christiane Marie Frederiksdatter Kjærskiold, gift (1) Rantzau, (2) de Thurah
- (1742-1748) Johan Henrik Rantzau
- (1748-1750) Christiane Marie Frederiksdatter Kjærskiold, gift (1) Rantzau, (2) de Thurah
- (1750-1756) Laurids de Thurah
- (1756-1770) Jens de Poulson
- (1770-1800) Marcus Gerhard greve av Rosencrone
- (1800-1802) Jørgen Pedersen Quistgaard
- (1802-1804) Niels Friderichsen Hillerup / Arent Hassel Rasmussen
- (1804-1835) Niels Friderichsen Hillerup
- (1835-1894) Christian Michael Rottbøll nr 1
- (1894-1910) Jens Michael Rottbøll
- (1910-1928) Christian Michael Rottbøll nr 2
- (1928-1930) Christian Michael Rottbølls dödsbo
- (1930-1956) Henning Rottbøll
- (1956-1984) Henning Nicolay Rottbøll
- (1984-) Hans Henning Rottbøll